# Die Hexenküche des Dr. Rambow
Die Hexenküche des Dr. Rambow (Originaltitel: Frankenstein 1970) ist ein US-amerikanischer Horrorfilm mit Boris Karloff in der Titelrolle.

## Handlung
Ein junges, hübsches blondes Mädchen läuft des Nachts in einer Einöde eine Straße entlang, stolpert, bleibt liegen und steht wieder auf. In schleppendem Gang verfolgt sie eine bucklige, an Armen und Händen verkrüppelte Kreatur, die verdrehten Füße schleifend. An einem Weiher angekommen, weiß das Mädchen nicht mehr wohin, es beginnt zu schreien und weicht ins flache Wasser zurück, verfolgt von der unheimlichen, Angst einflößenden Gestalt. Bald hat er die Schöne eingeholt, jetzt legt er seine hässlichen Klauen an die Schultern und um den Hals, drückt sie unter Wasser und… „Hans, genug, genug!“ ruft ein Dolmetscher auf Deutsch aus dem Off. Die Szene ist im Kasten, der Regisseur und sein amerikanisches Filmteam sind sehr zufrieden. So beginnt diese Schauergeschichte.
Österreich (im US-Original: Deutschland) im Jahre 1970. Der Chirurg und Wissenschaftler Dr. Rambow (im US-Original: Baron Victor von Frankenstein), der Ur-Urenkel des berühmten Baron Frankensteins, der einst, vor 230 Jahren, aus Leichenteilen einen künstlichen Menschen geschaffen hatte, wandelt auf dessen Spuren. In seinem Schloss will auch er ein Kunstwesen erschaffen – natürlich deutlich vollkommener als der verblichene Urahn und mit der modernsten Technik, und zwar in Gestalt eines Mini-Atomreaktors, mit dem Rambow im wahrsten Sinne des Wortes Tote zum Leben erwecken lassen. Nur das notwendige Geld für derlei kostspielige Versuchsanreihen und den Erwerb der entsprechenden Körperteile ist ihm ausgegangen, wie ihm sein bester Freund Gottfried, der von Rambows gruseliger Forschungstätigkeit nichts weiß, unmissverständlich klarmacht. Nur gut, dass nun dieses amerikanisches Filmteam vorbeigekommen ist, um in dem schaurig-alten Gemäuer stilecht eine Gruselserie für das Fernsehen zu drehen. Man hat dem alten Herrn, der seit seinem Aufenthalt im KZ Bergen-Belsen im Gesicht entstellt ist, viel Geld für die Location gezahlt. Für Dr. Rambow bedeutet dies, zwei Fliegen mit einer Klappe zu schlagen, und so stellt er nach anfänglichem Widerwillen sein Schloss zur Verfügung.
Einen künstlichen Körper hat Dr. Rambow bereits hergestellt. Der ist von oben bis unten schneeweiß bandagiert und sieht aus wie eine Mumie. Doch fehlen dieser „Mumie“ noch die wichtigsten Ingredienzen, die aus ihm einen Menschen, eine Rambow‘sche Kreatur, machen. Nun kann das Morden zum Ruhme der Wissenschaft beginnen: Zuerst fällt des Doktors schlosseigener Diener Schuter seinem Herrn zum Opfer. Ihm wurde seine Neugier, die ihn in Dr. Rambows streng geheimes Labor tief unten im Schlossgewölbe führte, zum tödlichen Verhängnis. Ihm entnimmt Dr. Rambow Herz und Hirn. Als Nächstes muss die Regieassistentin Judy Stevens dran glauben, als sie sich zu Tode erschrickt: Die Wickelmumie hatte ihre Zimmertür geöffnet – und das war schon zu viel für die junge Frau. Ihr folgt der Kameramann Morgan Haley, der kurz nach Probeaufnahmen mit dem Star der Serie, Carolyn Hayes, in der Gruft in die Fangarme des hünenhaften Mumienmonsters gerät. Da Haleys Augen nicht zu seinem Geschöpf passen, muss sogar Rambows Freund Gottfried sein Leben lassen. Dieser begann gegenüber Dr. Rambow mehr und mehr Fragen zum Verschwinden der drei Schlossbewohner bzw. -gäste zu stellen. Außerdem passen seine Augen perfekt zu Rambows Kreatur, die der Wissenschaftler wie seinen Diener Schuter nennt.
Regisseur Douglas Row ist schon seit geraumer Zeit misstrauisch angesichts der mysteriösen Vorgänge und des Verschwindens der Menschen im Schloss. Als er eine Linse des verschwundenen Kameramanns in der Gruft entdeckt, geht Row zur Polizei und bittet um Hilfe. Währenddessen hat Rambow über Mike Shaw, einem weiteren Filmcrew-Mitglied, durch Hypnose die Kontrolle erlangt. Durch Shaw gerät Judy Stevens in die riesigen Pranken des Mumienmonsters, das das Mädchen ins Labor trägt. Da die Mumie die Persönlichkeit Schuters besitzt und Judy Schuter einst mit einem kleinen Geschenk (einen Schal) für sich gewonnen hatte, geraten Herr und Meister nunmehr aneinander. Die Polizei ist bereits im Anmarsch, Judy schreit um ihr Leben, und Dr. Rambow sieht seine Felle davonschwimmen. Deshalb fährt er sämtliche Stromkreise des Reaktors hoch, um alles zur Explosion zu bringen. Rambows Kreatur wankt auf Rambow zu und wird plötzlich von Nukleardampf eingehüllt. Er und Rambow sinken kontaminiert zu Boden. Wenig später betritt ein Fachmann im Strahlenanzug das Labor und bricht Teile des Wickelverbandes aus dem Gesicht der Mumie. Zuerst sieht man Schuters Gesicht, das sich aber beim zweiten Blick in das Gesicht Dr. Rambows verändert.

## Produktionsnotizen
Die Hexenküche des Dr. Rambow erschien erstmals am 20. Juli 1958 in den USA. Die bundesdeutschen Zuschauer konnten die Schauermär ab dem 28. März 1959 sehen, die Österreicher am 11. September desselben Jahres.
Aus unerfindlichen Gründen nannte man Karloff, der in dem amerikanischen Original den Leichenbastler Victor von Frankenstein spielte, für die deutsche Fassung in “Dr. Rambow” um. Im ersten berühmten Frankenstein-Film hatte Karloff 1931 noch das Monster gespielt.

## Kritiken
Im Lexikon des Internationalen Films heißt es: „Ein eher lachhafter als gruseliger Horrorfilm, der auch aus der Idee, das Filmgenre selbst mit einzubeziehen, keine Funken zu schlagen versteht. Boris Karloffs letzter Auftritt in einem „Frankenstein“-Film.“
Der Movie & Video Guide schrieb: „Anödend geschwätzig und ein sehr dümmlich “futuristischer” Flecken auf einem altehrwürdigen Namen, mal abgesehen von einer ziemlich gruseligen Sequenz gleich vor dem Vorspann.“
Halliwell‘s Film Guide charakterisierte den Film wie folgt: „Der Film ist langsam, das Monster unaufregend, und Karloff betreibt Schmierenschauspielerei.“
Paimann’s Filmlisten resümierte: „[Ein Film, der] anspruchslose Gruselfilm-Liebhaber immerhin auf ihre Wirkung kommen läßt.“